# Alegeri generale în Argentina, 1954
Alegerile generale argentiniene din 1954 au avut loc pe 25 aprilie. Alegătorii au ales atât legislatorii, cât și vicepreședintele Argentinei, cu o prezență la vot de 85%.

## Context
Moartea soției și celei mai apropiate consiliere a sa, Eva Perón, a pus președintele Juan Perón în fața unor dificultăți serioase. O secetă severă în 1952, combinată cu anii de pesimism din sectorul agrar al Argentinei, a epuizat rezervele valutare și l-a forțat pe Perón să restrângă împrumuturile publice și programele de cheltuieli. Totuși, recesiunea, alături de o recoltă bogată, a permis rezervelor Băncii Centrale să se recupereze și a dus inflația (care atinsese 50% în 1951) la un nivel de o singură cifră.
Controversele legate de socrii lui Perón și violența politică, atât din partea mișcării peroniste⁠(d), cât și împotriva acesteia, l-au urmărit pe președinte în prima jumătate a anului 1953. El a profitat de ocazia alegerilor legislative viitoare pentru a-și testa popularitatea. Constituția Argentinei nu prevedea în mod explicit convocarea unor alegeri speciale în astfel de circumstanțe, dar Perón a anunțat o alegere specială pentru a-l înlocui pe vicepreședintele decedat, Hortensio Quijano⁠(d). Dr. Quijano a murit pe 3 aprilie 1952, cu două luni și o zi înainte ca mandatul său să se fi încheiat pe 4 iunie 1952. Perón l-a nominalizat pe senatorul Alberto Teisaire⁠(d) ca fiind candidatul Partidului Peronist.
Teisaire îi era familiar lui Perón din perioada loviturii de stat din 1943; fostul contraamiral ajutase la menținerea sprijinului Marinei, de obicei neliniștite, pentru liderul populist înainte și după alegerea lui Perón din 1946. După opt ani în Senat, Teisaire a rămas apropiat de armată, ceea ce era o considerație deosebit de importantă.
În opoziție, Uniunea Civică Radicală (UCR), care fusese centristă cu 15 ani înainte ca Perón să preia funcția, a fost împovărată de cenzură și diverse forme de hărțuire încă din 1930. Anul 1953 a fost marcat de încarcerarea majorității liderilor lor. Printre puținele figuri proeminente din partid disponibile pentru a candida la vicepreședinție se număra Crisólogo Larralde⁠(d), care s-a opus alianței UCR cu conservatorii și socialiștii din 1945 împotriva lui Perón. Era o figură bine cunoscută în grupul disident pro-Perón „Grupul de Reînnoire”. Cu toate acestea, acest lucru nu a ușurat restricțiile UCR privind accesul la majoritatea mass-media, iar partidul a fost învins cu rezultate similare cu cele din alegerile din 1951.

## Rezultate
|                                  |                                                    |           |       |          |          |                            |                            |
| Partid                           | Partid                                             | Voturi    | %     | Deputați | Deputați | Delegați fără drept de vot | Delegați fără drept de vot |
| Partid                           | Partid                                             | Voturi    | %     | Câștigat | Total    | Câștigat                   | Total                      |
|                                  | Partidul Peronist (PP)                             | 4,977,586 | 64.28 | 74       | 143      | 9                          | 14                         |
|                                  | Uniunea Civică Radicală (UCR)                      | 2,502,109 | 32.31 | 5        | 12       | —                          | —                          |
|                                  | Partidul Național Democrat (PDN)                   | 104,006   | 1.34  | —        | —        | —                          | —                          |
|                                  | Partidul Comunist (APC)                            | 88,007    | 1.14  | —        | —        | —                          | —                          |
|                                  | Partidul Progresist Democrat (PDP)                 | 46,077    | 0.60  | —        | —        | —                          | —                          |
|                                  | Partidul Socialist al Revoluției Naționale (PS RN) | 22,516    | 0.29  | —        | —        | —                          | —                          |
|                                  | Partidul De Adunare A Muncii (CO)                  | 3,183     | 0.04  | —        | —        | —                          | —                          |
| Total                            | Total                                              | 7,743,484 | 100   | 79       | 155      | 9                          | 14                         |
|                                  |                                                    |           |       |          |          |                            |                            |
| Voturi pozitive                  | Voturi pozitive                                    | 7,743,484 | 97.93 |          |          |                            |                            |
| Voturi nevalide/goale            | Voturi nevalide/goale                              | 163,374   | 2.07  |          |          |                            |                            |
| Voturi totale                    | Voturi totale                                      | 7,906,858 | 100   |          |          |                            |                            |
| Votanți înregistrați/participare | Votanți înregistrați/participare                   | 9,194,157 | 85.99 |          |          |                            |                            |
| Sursa:                           |                                                    |           |       |          |          |                            |                            |

### Senat
| Partid                           | Partid                                             | Voturi | %   | Locuri câștigate | Total locuri |
| -------------------------------- | -------------------------------------------------- | ------ | --- | ---------------- | ------------ |
|                                  | Partidul Peronist (PP)                             |        |     | 18               | 34           |
|                                  | Uniunea Civică Radicală (UCR)                      |        |     | —                | —            |
|                                  | Partidul Național Democrat (PDN)                   |        |     | —                | —            |
|                                  | Partidul Comunist (APC)                            |        |     | —                | —            |
|                                  | Partidul Progresist Democrat (PDP)                 |        |     | —                | —            |
|                                  | Partidul Socialist al Revoluției Naționale (PS RN) |        |     | —                | —            |
| Total                            | Total                                              |        |     | 18               | 34           |
|                                  |                                                    |        |     |                  |              |
| Voturi pozitive                  |                                                    |        |     |                  |              |
| Voturi nevalide/goale            |                                                    |        |     |                  |              |
| Voturi totale                    | Voturi totale                                      |        | 100 |                  |              |
| Votanți înregistrați/participare |                                                    |        |     |                  |              |